# 정지장군 갑옷
정지장군 갑옷(鄭地將軍 甲衣), 또는 정지장군 환삼은 광주광역시 북구, 광주시립민속박물관에 있는 고려시대 정지 장군의 갑옷이다. 1963년 1월 21일 대한민국의 보물 제336호로 지정되었다.

## 개요
갑옷이란 싸움터에서 적의 화살이나 창, 검으로부터 몸을 보호하기 위하여 입었던 보호 장비로, 이 갑옷은 철판과 철제 고리를 엮어 만든 경번갑이다.
정지장군 갑옷(鄭地將軍 甲衣)의 주인인 정지장군은 고려 충목왕 3년(1347)에 태어나, 왜구를 물리치는데 큰공을 세웠으며 공양왕 3년(1391)에 세상을 떠났다. 이 갑옷은 장군이 왜구를 물리칠때 직접 착용했던 것으로 후손에 의해 전해진 것이다.
총 길이 70cm, 가슴둘레 79cm, 소매길이 30cm로 세로 7.5∼8cm, 가로 5∼8.5cm의 철판에 구멍을 뚫어 철제 고리로 연결하였다. 앞면에는 철판 6조각을 한 줄로 연결한 것이 6줄이 있고 그 중 두 줄은 여미게 되어 있고, 뒷면은 7조각을 한 줄로 연결한 것이 5줄로 등을 가리게 하였다. 어깨와 팔은 철판없이 고리만을 사용해 자유롭게 움직일 수 있게 하였다.
앞면 아래쪽에 약간의 손상이 있지만 비교적 원형을 잘 간직하고 있으며, 유례를 찾아 볼 수 없는 특이한 갑옷으로 매우 귀중한 문화재라 할 수 있다.

## 같이 보기
- 정지

## 참고 자료
- 정지장군 갑옷 - 국가유산청 국가유산포털
- 정지장군 환삼 보관됨 2016-12-17 - 웨이백 머신 - 광주광역시 시립민속박물관 / 박물관 소장 문화재